# Municipalità di Augšdaugava
La municipalità di Augšdaugava (in lettone Augšdaugavas novads) è una delle trentasei municipalità della Lettonia. Circonda la città repubblicana autonoma di Daugavpils, in cui sono situati gli uffici della municipalità. Il centro abitato più popolato all'interno della municipalità è Ilūkste. Confina con la Lituania e la Bielorussia.
I confini della nuova municipalità, istituita nel 2021, corrispondono a quelli del vecchio distretto di Daugavpils abolito nel 2009. La municipalità comprende il punto più a sud della Lettonia, nel villaggio di Demene al confine con la Lituania, commemorato con una scultura di Vilnis Titāns.

## Suddivisione
La municipalità comprende 2 città (Ilūkste e Subate) e 25 parrocchie:
- Ambeļi
- Bebrene
- Biķernieki
- Demene
- Dubna
- Dviete
- Eglaine
- Kalkūne
- Kalupe
- Laucesa
- Līksna
- Maļinova
- Medumi
- Naujene
- Nīcgale
- Pilskalne
- Prode
- Saliena
- Skrudaliena
- Svente
- Šēdere
- Tabore
- Vabole
- Vecsaliena
- Višķi